# 池田喜生
池田 喜生（いけだ よししげ）は、江戸時代中期から後期にかけての旗本。官位は従五位下但馬守。

## 略歴
延享2年（1745年）、豊前国中津藩主・奥平昌敦の次男として誕生。幼名は保次郎。母は牧野貞通の娘・菊子（心源院）。奥平昌鹿の同母弟にあたる。
のちに播磨国福本藩（鳥取藩の支藩。実際には相続分与などの1万石割れのため、交代寄合）の4代当主池田喜以は庸熈を婿養子に迎えていたが、庸熈の死去によって後継者を失っていた。家を継承すべく喜生が婿養嗣子に望まれ、喜以の娘（元・庸熈の室）を室とし婿養子となった。
安永元年（1772年）4月10日、喜以の辞仕に伴い家督を継ぐ。寛政3年（1791年）7月1日、大番頭となり、同年12月16日、従五位下但馬守に叙任した。寛政7年（1795年）12月12日には伏見奉行となった。
後継者として婿養子入りした喜生であったが、喜生自身にも後継者がいなかった。一方、先代当主の喜以には、実子の池田政貞がいた。分家の旗本家を継いでいたこの政貞の娘を喜生は養女とし、池田輝名を婿養子に迎えて後嗣とした。しかし輝名は喜生より先に死去してしまったため、輝名の子の喜長を後継者とした。
文化10年7月24日（1813年8月19日）、死去した。跡を喜長が継いだ。

## 系譜
- 父：奥平昌敦（1724-1758）
- 母：菊子 - 心源院、牧野貞通娘
- 養父：池田喜以（1712-1786）
- 室：池田喜以娘
- 養子
  - 男子：池田輝名（1773-1803） - 松平忠順の四男
  - 女子：池田輝名室 - 池田政貞の娘
  - 女子：島津忠厚の娘